# León Halpern

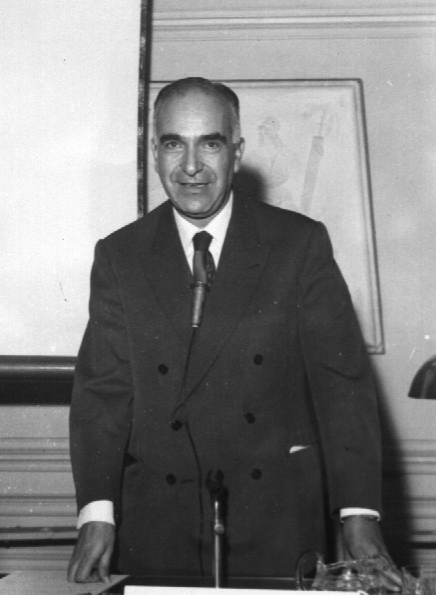
León Halpern

León Halpern (Buenos Aires, 16 de febrero de 1910 - ibídem, 22 de septiembre de 1984) fue un ingeniero argentino. Obtuvo los títulos de electrotécnico en la Escuela Industrial de la Nación Otto Krause en 1931, de agrimensor nacional en la Universidad Nacional de La Plata en 1942 y de ingeniero geógrafo en la Universidad Nacional de Córdoba en 1951.
Fue fundador del Instituto Industrial "Luis A. Huergo" en 1934, desempeñándose en el mismo como rector y ejerciendo en su oportunidad la docencia en las asignaturas de Mecánica y Topografía.
Fue un ferviente defensor de la enseñanza libre, laica y mixta.[cita requerida]

## Historia
Por su permanente lucha por la modernización de la enseñanza en las escuelas técnicas de nivel secundario, fue invitado por los gobiernos de Estados Unidos (1959), Francia (1966), Holanda (1970) y por el de Alemania en el mismo año, para conocer las características de sus respectivos sistemas educacionales. Con respecto a este último país, en el año 1970 la Embajada de la República Federal de Alemania, le formuló una invitación para visitar las escuelas técnicas de nivel medio y superior más importantes del país. Al finalizar esta visita publicó diversos artículos en diarios y revistas de la Argentina, sobre los principales aspectos de la educación técnica alemana que motivaron su interés profesional de educador, agregando reflexiones sobre la aplicabilidad en el sistema educacional argentino de las experiencias observadas. Estos trabajos fueron publicados en las revistas Dinamis, La Ingeniería y en los periódicos de Consudec, La Prensa, etc.
Paralelamente a su labor educativa, el Ing. Halpern ha desarrollado un intenso quehacer de redacción de artículos educativos en los principales diarios y revistas especializados en torno a su preocupación constante: el mejoramiento de la educación técnica argentina, por lo que se constituyó en un foco de consulta de diversos organismos educacionales. Fue autor de diversos libros de texto: La regla de Cálculo Logarítmico, Aritmética y Álgebra, Lecciones de Geometría, Lecciones de Física Industrial y las Reglas de Cálculo Sistema Darmstadt.

## Proyectos Educativos
Bajo su dirección, el Instituto Luis A. Huergo incorporó el Proyecto XIII. Proyecto de Profesores de Tiempo Completo que permite otorgar a cada docente horas destinadas a desarrollar currícula departamental, acompañar el proceso de formación de los adolescentes como Profesor Tutor, o brindar clases de apoyo además de las horas de clase. Este Proyecto permite organizar las asignaturas en Departamentos que se articulan entre
sí para dar mayor coherencia a los aprendizajes logrados e ir aunando los espacios de Teoría y Práctica, tradicionalmente estancos en sus enseñanzas específicas.